# Prodrome de la Flore Belge
Prodrome de la Flore Belge (abreviado Prodr. Fl. Belg.) es un libro con ilustraciones y descripciones botánicas que fue escrito conjuntamente por Émile Auguste Joseph De Wildeman & Théophile Alexis Durand y publicado en Bruselas en 3 volúmenes en los años 1898-1907.

## Publicación
- Volumen nº 1 (fasc. 1-3). Considérations générales, par Th. Durand; Thallophytes (. 542p.), par E. De Wildeman. 1898-1907.
- Volumen nº 2 (fasc. 4-7). Thallophytes, bryophytes et pteridophytes (520 p.); par E. De Wildeman. 1898.
- Volumen nº 3 (fasc.8-14). Phanérogames (1112p.); par Th. Durand. 1899. Notes: "Énumération complète des travaux publiés sur la flore belge," i, 39-57.